# Au sujet de la réalisation d'une opération militaire spéciale
« Au sujet de la réalisation d'une opération militaire spéciale » (en russe : О проведении специальной военной операции, O provedenii spetsialʹnoy voyennoy operatsii) est une allocution télévisée par le président russe Vladimir Poutine et diffusée le 24 février 2022 vers 5 h 30 heure de Moscou (UTC+03:00).
Cette allocution est destinée dans un premier temps aux populations russes et ukrainiennes, à l'armée russe et l'armée ukrainienne puis dans un second temps à la communauté internationale. C'est dans ce discours qu'est mentionné pour la première fois le terme d'« opération militaire spéciale » comme justification pour la défense des républiques séparatistes du Donbass de Donetsk et Lougansk que la Russie a reconnu trois jours auparavant.
Cette allocution dresse également les grandes lignes des objectifs de guerre de l'offensive, s’agissant de « démilitariser » et « dénazifier » l'Ukraine, accusée de commettre un « génocide » envers les populations russophones d'Ukraine ; accusant dans le même discours l'OTAN d'avoir amassé des forces militaires près de ses frontières depuis l'Ukraine. La Russie annonce ne pas prévoir d'occupation du territoire tout en menaçant de représailles toute intervention extérieure. Ces accusations ont majoritairement été critiquées et qualifiées de fausses.
Immédiatement après la fin de l'allocution, les premiers bombardements commencent dans différentes villes d'Ukraine et les forces armées russes pénètrent dans le territoire depuis le nord, la Crimée et l'est.